# پرستون (ویکتوریا)
پرستون (به انگلیسی: Preston) یک حومه شهر در استرالیا است که در ملبورن واقع شده‌است.